# Monte Argentella
El monte Argentella (2201 m) es una montaña situada en el límite entre las Marcas y Umbría, en las provincias de Macerata, Ascoli Piceno y Perugia, en el parque nacional de los Montes Sibilinos. El pueblo más cercano al Monte Argentella es Castelluccio di Norcia. 
El Monte Argentella está unido con la Cima del Redentore, a Forca Viola, a Palazzo Borghese y al Monte Vettore.